# Dhari
Dhari (nep. धारी) – gaun wikas samiti w zachodniej części Nepalu w strefie Mahakali w dystrykcie Darchula. Według nepalskiego spisu powszechnego z 2001 roku liczył on 671 gospodarstw domowych i 3899 mieszkańców (1975 kobiet i 1924 mężczyzn).